# Ủy ban HUGO về danh mục gen
Ủy ban HUGO về danh mục gen viết tắt là HGNC (HUGO Gene Nomenclature Committee) là một ủy ban của HUGO, một tổ chức phi chính phủ và phi lợi nhuận quốc tế, đảm nhận hỗ trợ việc gán tên gen đơn nhất và có ý nghĩa cho mỗi gen của con người được biết đến. Ngoài những cái tên dài, HGNC cũng gán những chữ viết tắt (gọi tắt là biểu tượng) cho tất cả các gen đó.

## Hướng dẫn đặt tên
HGNC tóm tắt phương pháp tiếp cận để đặt tên gen và gán các ký hiệu (chữ viết tắt tên gen) như sau:
- Ký hiệu gen phải là duy nhất
- Biểu tượng chỉ nên chứa các chữ cái Latin và chữ số Ả Rập
- Biểu tượng không chứa dấu chấm hay "G" cho gen
- Biểu tượng không chứa bất kỳ tham chiếu đến các loài mà gen đó mã hóa, ví như "H/h" để chỉ con người.

Các mô tả đầy đủ hướng dẫn danh pháp HGNC có thể được tìm thấy trên trang web của HGNC. HGNC ủng hộ các phụ tố _v1, _v2,... để phân biệt giữa các biến thể khác nhau, và dạng _pr1, _pr2,... cho các biến thể đề xướng cho một gen đơn nhất.
HGNC cũng ấn định rằng "danh pháp gen nên tiến triển với công nghệ mới chứ không phải là hạn chế, như đôi khi xảy ra với hệ thống danh pháp gen lịch sử và duy nhất từng được áp dụng."
Nguyên tắc đặt tên gen con người toàn diện đã được xuất bản vào năm 2002, nhưng sau đó HGNC đã ban hành hướng dẫn cho những loại locus cụ thể như loci retrovirus nội sinh, các biến thể cấu trúc, và các ARN không mã hóa.

## Quy trình đặt tên
Khi đặt danh pháp gen mới, HGNC nỗ lực liên hệ với tác giả đã đăng tải gen của con người qua câu hỏi trong email, và yêu cầu đáp ứng của họ với danh pháp được đề xuất.
HGNC còn phối hợp với các ban về danh pháp gen cho chuột, và giám sát viên của các cơ sở dữ liệu khác, các chuyên gia liên quan, để xử trí từng họ gen cụ thể hay tập hợp của các gen.

## Quy trình hiệu đính tên
Các thủ tục hiệu đính tên gen tương tự như quy trình đặt tên. Tuy nhiên một tên gen chuẩn sau khi đã có sự đồng thuận thừa nhận, thì sự thay đổi có thể tạo ra nhầm lẫn và dẫn đến tranh cãi.
Vì lý do này, HGNC thực hiện thay đổi tên một gen chỉ khi thỏa thuận cho sự thay đổi đó có thể đạt được ở một phần lớn các nhà nghiên cứu làm việc về gen.